# Процесор Sycamore

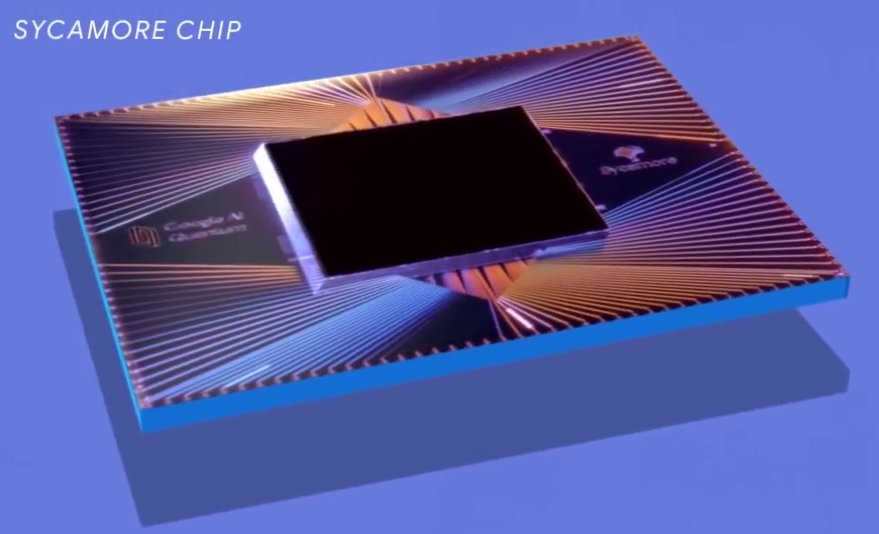
Процесор Sycamore

Sycamore - назва квантового процесора Google, що складається з 54 кубіт. 2019 року Sycamore виконав за 200 секунд завдання, на яке, згідно з документом Nature, найсучаснішому суперкомп'ютеру потрібно 10 000 років. Таким чином, Google стверджував, що досяг квантової переваги. Для того, щоб оцінити час, який би зайняв класичний суперкомп'ютер, Google провів частини моделювання квантових схем на суперкомп'ютері Summit, який є найпотужнішим класичним комп'ютером у світі    Пізніше IBM виступила з протилежним аргументом, стверджуючи, що це завдання займе лише 2,5 дня у класичній системі, як Summit. 

## Див також
- Квантова перевага
- Квантове програмування
- Алгоритми квантової оптимізації